# The Linked Ring

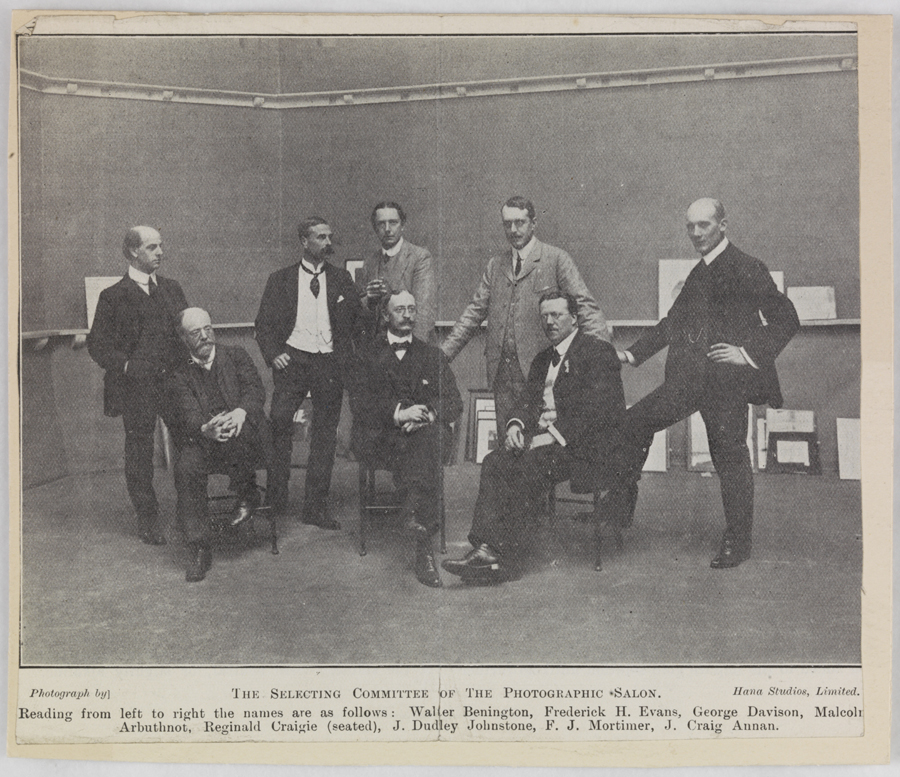
The Selecting Committee of the Photographic Salon of the Linked Ring

The Linked Ring (1892 - 1909) fue una asociación de fotógrafos británicos que tuvo gran importancia en el proceso de considerar la fotografía como arte y no solo un registro de la realidad en un proceso técnico.
También conocida como The Brotherhood of the Linked Ring fue fundada en 1892 por Alfred Maskell y George Davison que se encontraban en desacuerdo con el funcionamiento de la Sociedad Fotográfica de Gran Bretaña, que promovía la fotografía como proceso técnico y científico para el registro de la realidad y se oponía a su valor como medio de expresión artística. De este modo el 27 de mayo de 1892 se reunieron quince fotógrafos para fundar The Linked Ring: Bernard Alfieri, Tom Bright, Arthur Burchett (1875-1913), Henry Hay Cameron (1856-1911), hijo de Julia Margaret Cameron, Lyonel Clark, Francis Cobb, Henry E. Davis, Alfred Horsley Hinton, Henry Peach Robinson y su hijo Ralph W. Robinson (1862-1942), Francis Seyton Scott, Henry Van der Weyde y William Willis (1841-1923). La mayoría de estos fotógrafos practicaban la fotografía pictórica. El motivo principal fue realizar una exposición y conferencia bajo el lema Liberty-Loyalty.
Este movimiento tenía un enfoque de tipo pictorialista y surge también en otros países destacando el Camera Club de Viena que se oponía a la Photographische Gesellschaft, el Photo Club de París opuesto a la Sociedad Francesa de Fotografía o el Camera Club de Nueva York que dio origen finalmente al movimiento de la Photo-Secession.
Se eligió el nombre de hermandad del anillo unido para destacar las característidad de unidad en la defensa de la fotografía como arte, por ello no existía ni presidente ni comité sino que cada miembro era como un anillo en la alianza múltiple. Posteriormente se fueron incorporando, siempre por invitación expresa, importantes fotógrafos como: Francis Meadow Sutcliffe, Frederick H. Evans, Paul Martin, Alvin Langdon Coburn, Frederick Hollyer, Robert Demachy y después los americanos Alfred Stieglitz y Clarence H. White.
Entre sus actividades destacaban una exposición anual, que inicialmente se realizaban en la Dudley gallery, así como la publicación de una revista. Al considerarse logrado el objetivo del reconocimiento de la fotografía como arte se disolvió la asociación.